# Cold Spring Tavern

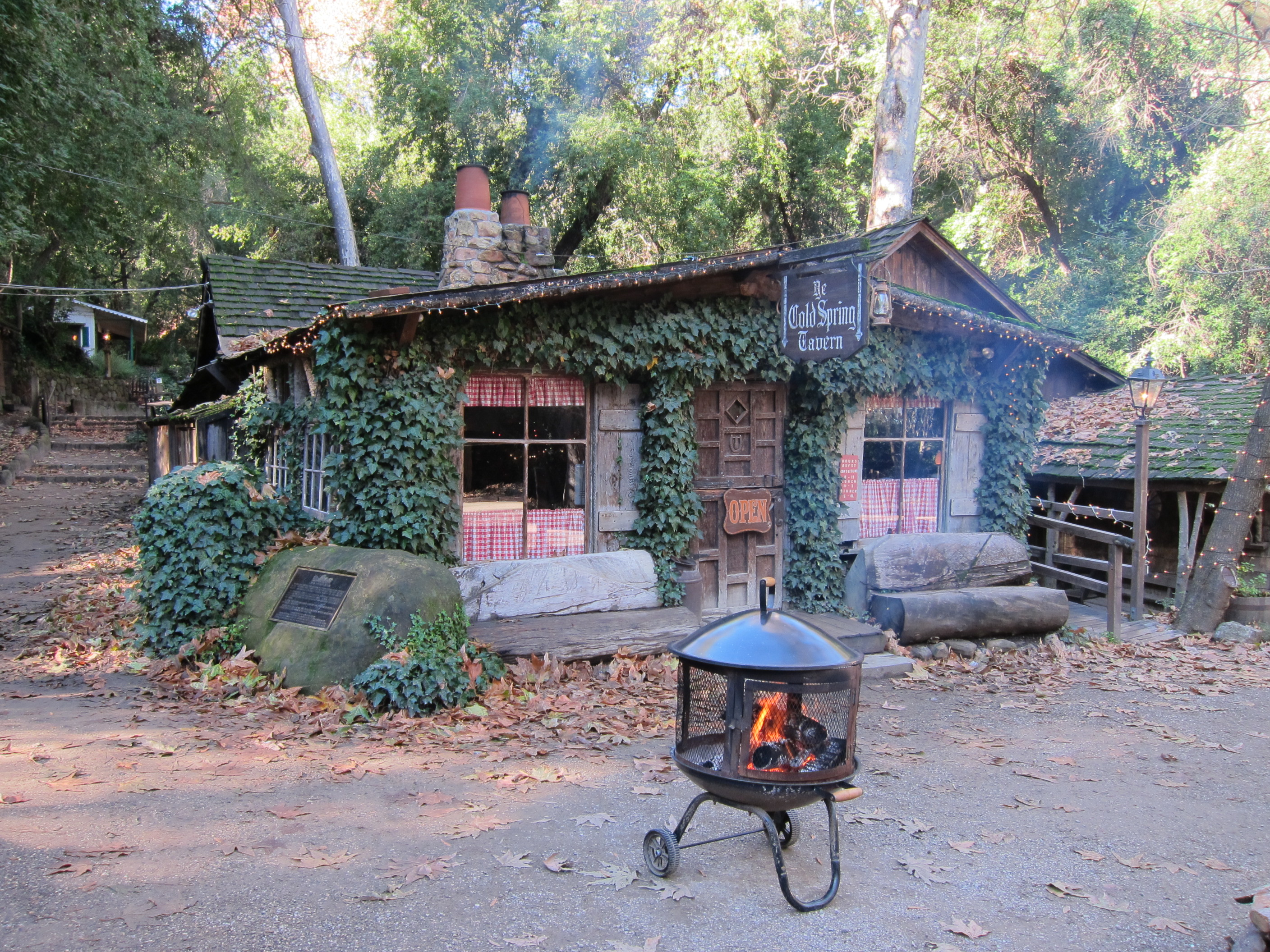
Die Cold Spring Tavern im Jahre 2010

Die Cold Spring Tavern ist ein historisches Gebäude in der Nähe von Santa Barbara in  Kalifornien. Das Gebäude wurde im Jahre 1865 als Postkutschenstation errichtet und war zunächst unter dem Namen Cold Springs Relay Station bekannt. An der Cold Springs Relay Station wurden die Pferde gewechselt und die Passagiere der Postkutschen konnten Mahlzeiten zu sich nehmen. 
Die Cold Spring Tavern liegt an der Stagecoach Road, unweit des heutigen Highway 154, welcher die Stadt Santa Barbara über den San Marcos Pass mit den ländlicheren Gebieten in den Santa Ynez Mountains verbindet. 
Die Postkutschenstation wurde 1901 aufgegeben, doch das angegliederte Restaurant ist noch immer geöffnet.